# Reno or Bust (film 1930)
Reno or Bust (titolo completo, Vitaphone 3942-3: Reno or Bust) è un cortometraggio del 1930 diretto da Bryan Foy.

## Trama
Recatasi a Reno per ottenere il divorzio, una coppia - nel corso del processo - scopre che in realtà non ha nessuna voglia di separarsi.

## Produzione
Il film fu prodotto dalla Vitaphone Corporation con un budget stimato in ottomila dollari.

## Distribuzione
Distribuito dalla Warner Bros., il film - un cortometraggio di dodici minuti - uscì nelle sale cinematografiche statunitensi il 9 giugno 1930.